# Deserto de Gibson

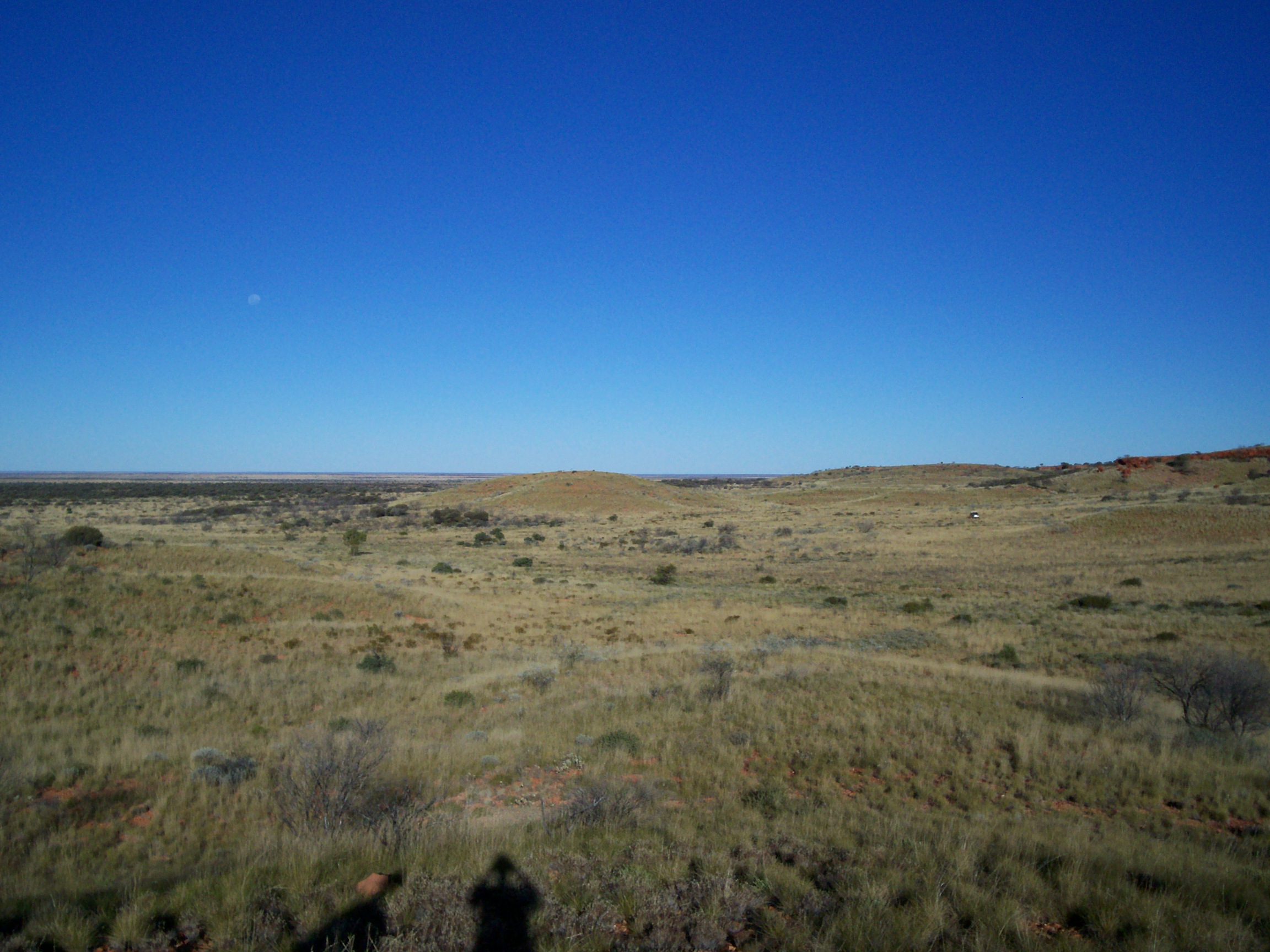
Uma paisagem geral do Deserto Gibson

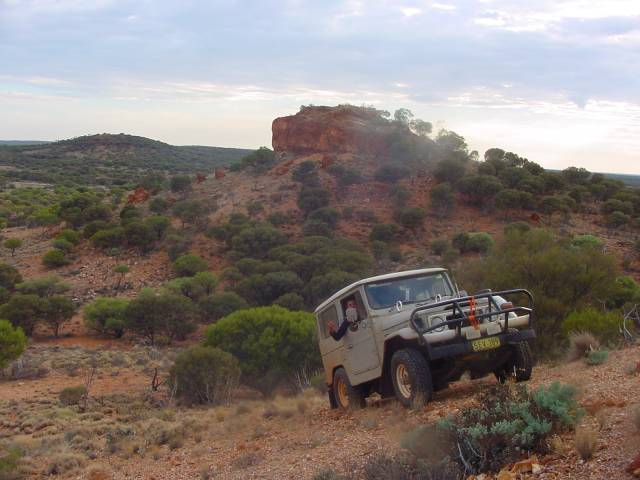
Um 4x4 cruzando o deserto

O Deserto de Gibson é um deserto localizado no centro-oeste da Austrália.

## Descrição
Cobre uma grande área da Austrália Ocidental e ainda é considerado um estado primitivo. Trata-se de cerca de 155.000 km2de área, tornando-se o quinto maior deserto da Austrália.
Situa-se entre o Lago da redenção e o Lago Macdonald ao longo do Trópico de Capricórnio. A biorregião Gibson inclui extensas áreas de planícies onduladas de areia e campo de dunas e rochas, além de montanhas de cascalho e porções significativas com um elevado grau de formações de laterita
Vários lagos de água salgada isoladas ocorrem no centro da região sudoeste.
Grandes áreas do deserto são caracterizadas por terrenos cobertos de cascalho, como foi observado pelos primeiros exploradores australianos, como Giles. Geograficamente, a região do Deserto de Gibson faz parte do planalto central da Austrália Ocidental.

## Habitações indígenas
Em grande parte da região, principalmente na sua porção ocidental mais seca, os únicos habitantes humanos da região são índios australianos, muitos dos quais tiveram contato muito limitado com o mundo exterior. Em 1984, devido a uma grave seca, que tinha secado todas as fontes e esgotados os alimentos, um grupo denominado pintupi que habitavam o deserto, saiu da região e rumou para a porção centro-leste do deserto de Gibson (nordeste do Waberton) e fez contato pela primeira vez com a sociedade europeia da Austrália. Acredita-se que talvez tenham sido o último contato da tribo na Austrália.
Na margem leste da região, os centros de população que inclui pessoas de descendência europeia e grupos como os Waberton, Mantamaru e Warakurma.